# مفصليات الأجنحة
يستخدم مصطلح مفصليات الأجنحة (orthopteroid) للإشارة إلى الحشرات التي كان سيتم إدراجها تاريخيًا ضمن رتبة مستقيمات الأجنحة (Orthoptera). وعندما بدأ كارل لينيوس تطبيق نظام الاسم الثنائي للحيوانات في الطبعة العاشرة من كتابه النظام الطبيعي (Systema Naturae) في عام 1758، كانت الحيوانات المدرجة في النظام قليلة، وبالتالي كان عدد المجموعات قليلاً. ومع اكتشاف المزيد من الأنواع والتعرف على اختلافات فيما بينها، تم تقسيم المجموعة الأصلية التي قدمها لينيوس.
في الأصل، كانت جميع الحشرات مفصليات الأجنحة مصنفة ضمن الجنس جريلاس، ويتضمن هذا الجنس الآن مجموعة من الجداجد المرتبطة ارتباطًا وثيقًا. وفي النظام الذي استخدمه لينيوس، تضمن هذا الجنس الجداجد والجنادب والجراد والجنادب الأمريكية / الجنادب طويلة القرون (فصيلة الجندب الأمريكي) والحشرات العودية وفرس النبي. إن هذه المجموعات، بالإضافة إلى الصراصير، التي تعامل معها لينيوس على أنها مجموعة مختلفة، جميعها تنتمي لحشرات مفصليات الأجنحة. جدير بالذكر أن رتبة المصارعات (المانتوفاسماتوديا) تنتمي أيضًا لرتبة مفصليات الأجنحة.

## رتب مفصليات الأجنحة
- البلاتوديا: الصراصير
- جلدية الأجنحة: أبو مقص
- الجريلوبلاتيديا: رتبة صغيرة، تشبه هجينًا من الصراصير والجداجد
- السرعوف: فرس النبي
- المصارعات: المانتوفاسماتوديا - رتبة صغيرة لم تُكتشف إلا في عام 2002
- مستقيمات الأجنحة: الجداجد والجنادب والجراد والجنادب الأمريكية / الجنادب طويلة القرون (فصيلة الجندب الأمريكي)
- الفاسماتوديا: الحشرات العودية والحشرات الورقية